# Жиркевич, Александр Владимирович
Алекса́ндр Влади́мирович Жирке́вич (17 (29) ноября 1857, Люцин Витебской губернии, ныне Лудза, Латвия — 13 июля 1927, Вильно) — русский поэт, прозаик, публицист, военный юрист, коллекционер, общественный деятель.

## Ранние годы
Родился в семье потомственных военных, внук И. С. Жиркевича. Учился в Виленском реальном училище, где среди его педагогов были И. Н. Ливчак, художник И. П. Трутнев, публицист, сотрудник «Виленского вестника», «Виленских епархиальных ведомостей», «Московских ведомостей», журнала «Заря» С. В. Шолкович. Окончив Виленское пехотное юнкерское училище, служил в пехотном полку в Ошмянском уезде Виленской губернии. Тогда же дебютировал в печати.
В 1885—1888 годах учился в Военно-юридической академии в Санкт-Петербурге. Как подающий надежды литератор вошёл в литературно-художественные круги столицы и познакомился с поэтами А. Н. Апухтиным, К. М. Фофановым, художником И. Е. Репиным.

## Вильно
В 1888—1903 годах служил в Вильно военным защитником, помощником прокурора (с 1891 года), военным следователем (с 1897 года), видя своё призвание в применении гуманных принципов, спасении невинно осужденных, облегчении участи наказанных.

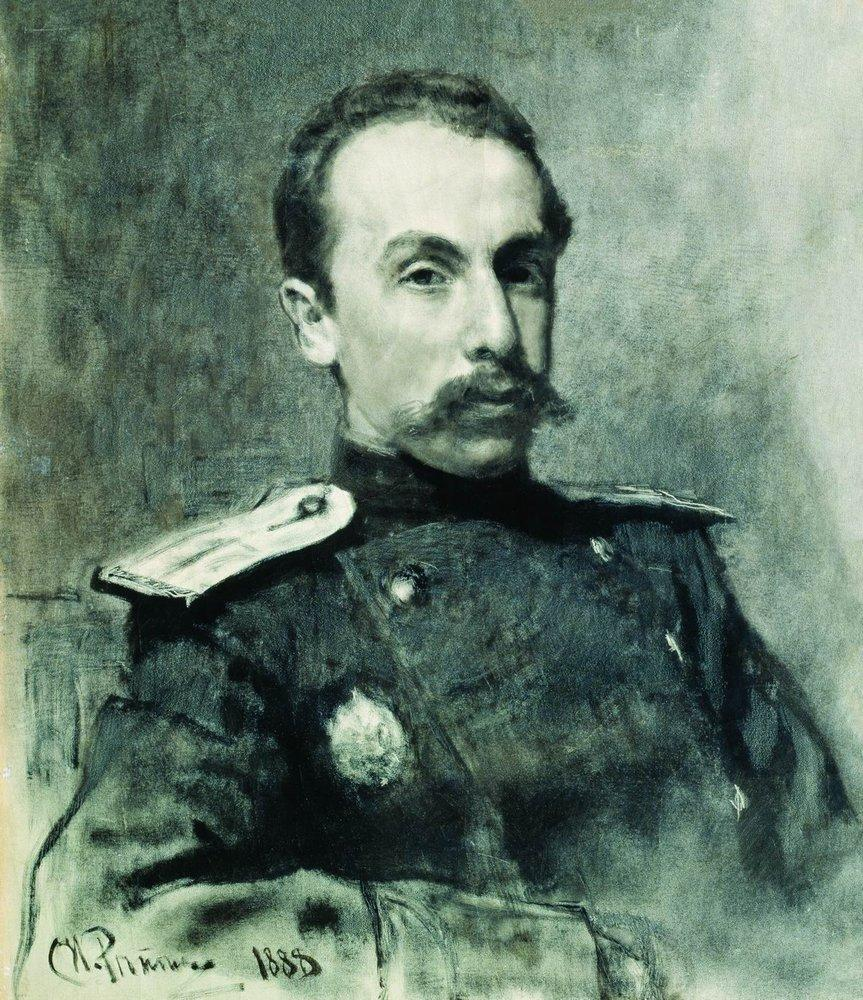
А. В. Жиркевич. Портрет работы И. Репина (1888)

Состоял членом губернского статистического комитета, действительным членом Общества ревнителей исторического просвещения в память Александра III, сотрудником-делопроизводителем Виленского общества Красного Креста, много сил отдал созданию общества Белого Креста для помощи нуждающимся офицерам и семьям военных, пострадавших от невзгод в мирное время и школы-интерната при нём, участвовал в деятельности виленского отделения Русского Музыкального общества, устраивавшего музыкальные вечера и концерты, при нём образовались музыкальное училище и любительский хор.
В начале 1901 года организовал в Вильне выставку живописи В. В. Верещагина в генерал-губернаторском дворце. Поддерживал знакомства с К. М. Галковским, Т. Даугирдасом, А. А. Навроцким, Э. Ожешко, Е. К. Остен-Сакен. Общался с необычайно широким кругом представителей культуры, общественных и государственных деятелей, со многими из них вступал в переписку (Н. С. Лесков, Я. П. Полонский, В. С. Соловьёв, А. А. Фет, А. П. Чехов), гостил у Л. Н. Толстого в Ясной Поляне.
У него в Вильно в 1893 года останавливался по дороге в Германию И. Е. Репин, которому Жиркевич показывал достопримечательности города. Репин написал два портрета Жиркевича, который к тому же позировал для одной из фигур картины «Запорожцы пишут письмо турецкому султану».
После нескольких лет службы в Смоленске в 1908 году был назначен военным судьёй в Вильно с чином генерал-майора, но вскоре вышел в отставку.

## Симбирск

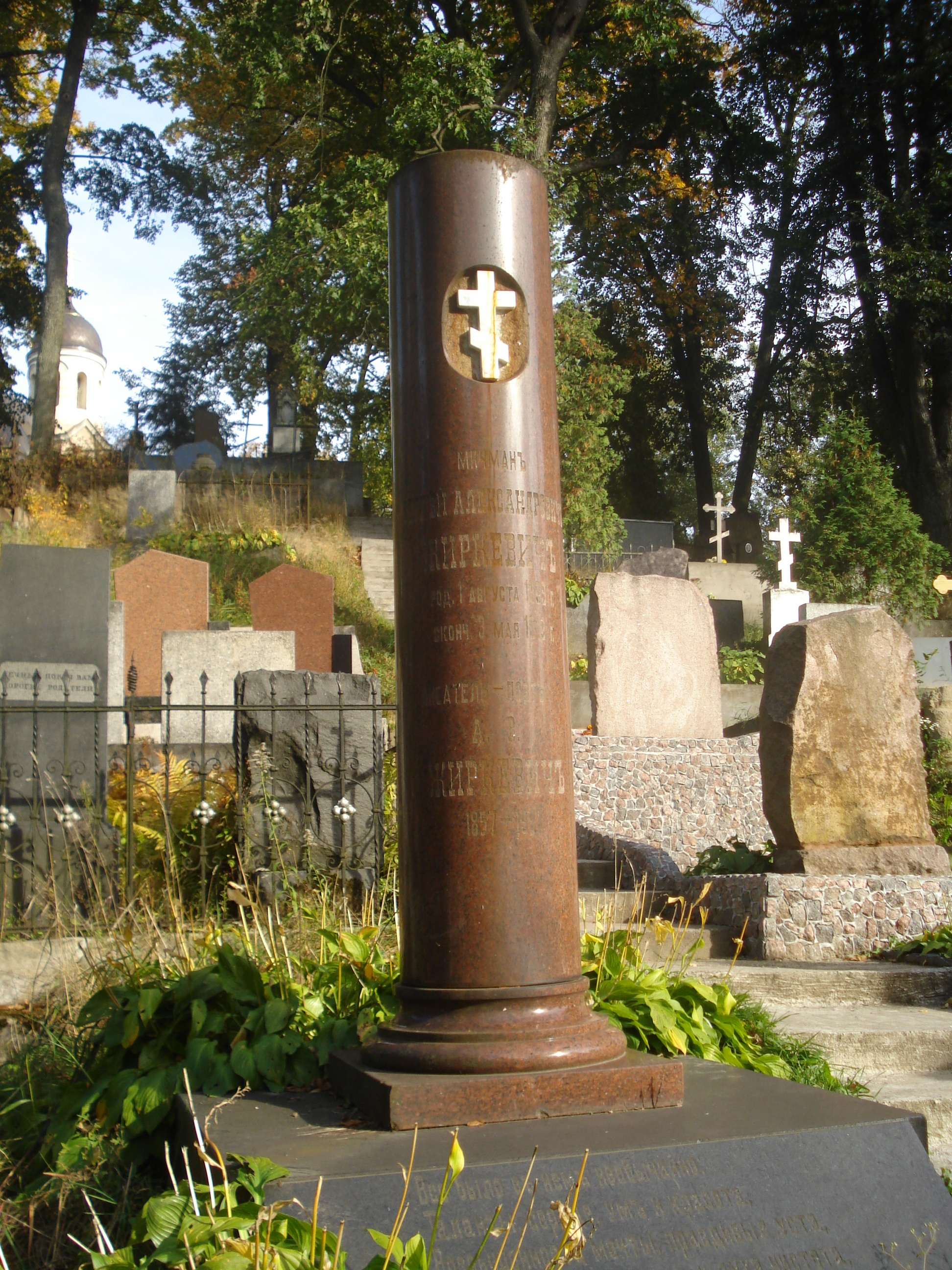
Надгробный памятник А. В. Жиркевичу на Евфросиниевском кладбище

Во время Первой мировой войны с приближением германских войск к Вильне в 1915 году эвакуировался с семьёй (жена и три дочери) в Симбирск. В Симбирске занимался культурно-просветительской и благотворительной деятельностью. Среди прочего организовывал краеведческий музей, был попечителем тюрем и госпиталя. Познакомился с чувашским просветителем И. Я. Яковлевым, записал и литературно обработал его воспоминания (неоднократно переиздавались). После революции бедствовал. Преподавал на курсах ликвидации безграмотности, читал лекции, служил архивариусом. Был членом Симбирской губернской учёной архивной комиссии, а с 1921 года возглавил её.
В 1926 году вернулся в Вильну. Год спустя умер и был похоронен на Евангелическом кладбище на Погулянке, где в 1912 году был похоронен его сын. С ликвидацией кладбища в 1960-е годы могила и надгробный памятник были перенесены на Евфросиниевское кладбище.

## Литературное творчество
Дебютировал рассказом «Из воспоминаний охотника» в журнале «Природа и охота» (1881) и заметками в «Виленском вестнике». Рассказы, статьи, очерки печатали журналы «Вестник Европы», «Исторический вестник», «Русская старина», «Северный вестник», «Наблюдатель», газеты «Виленский вестник», «Западный вестник» и другие издания.
Стихи вошли в сборник «Друзьям» (Петербург, 1899), посвящённый Репину. Большинство стихотворений снабжено посвящениями знакомым художникам и писателям (Жемчужников, Фофанов, Чехов, Ожешко); в книгу вошёл перевод стихотворения А. Мицкевича. Автобиографическую поэму «Картинки детства» издал под псевдонимом А. Нивин в Санкт-Петербурге (1890); переработанное второе издание напечатано в Вильне (1900).
Публиковал мемуары о своих знакомых Апухтине («Исторический вестник», 1906, № 11), Верещагине («Вестник Европы», 1908, № 4, 5), Н. М. Чагине, Э. Ожешко, М. М. Антокольском и других, в том числе о П. В. Кукольнике, на внучатой племяннице которого он был женат. Писал статьи о тяжёлых условиях тюрем и гауптвахт, о жертвах судебных ошибок; издавал книги и брошюры этой тематики в Вильне: «Пасынки военной службы. (Материалы к истории мест заключения военного ведомства в России)» (1912), «Архимандрит Зосима (в мире Дмитрий Рашин) был невиновен… (История ещё одной судебной ошибки)» (1913), «Гауптвахты России должны быть немедленно же преобразованы на началах закона, дисциплины, науки, человеколюбия, Евангельских заветов, элементарной справедливости, блага Родины» (1913). Книга «Пасынки военной службы» вызвала бурную полемику, в которой Жиркевича поддержал В. В. Розанов в «Новом времени». В книге «Сонное царство великих начинаний (К столетнему юбилею дня рождения Ивана Петровича Корнилова)» (Вильна, 1912) критиковал пассивность чиновников русских культурных и просветительских учреждений в Вильне, проигрывавших конкуренцию с энтузиастами польской культуры.
В наследии Жиркевича особую ценность представляет дневник, который он вёл в 1880—1925 годах и перед отъездом в Вильну вместе с личным архивом, альбомами фотографий и автографов передал Государственному музею Л. Н. Толстого в Москве. На его страницах запечатлены встречи с выдающимися писателями, художниками, государственными и церковными деятелями. Фрагменты дневника публиковались в журналах России и Литвы («Знамя», «Слово», «Вильнюс», «Волга», «Лад» и другие).

## Коллекционирование
Ещё гимназистом получил от И. С. Тургенева фотокарточку с автографом. С тех пор коллекционировал рукописи, предметы старины, произведения искусства, чертежи, орудия наказания и пыток, со временем передавая их в музеи, архивы, библиотеки Гродно, Ковны, Минска, Москвы (Румянцевский музей), Санкт-Петербурга (Библиотека Академии наук, императорская Публичная библиотека). Ягеллонской библиотеке в Кракове подарил автографы Т. Костюшко, А. Мицкевича, других выдающихся деятелей польской истории и культуры. Виленская публичная библиотека получила от него ценные документы, рукописи и автографы Стефана Батория, Станислава Августа Понятовского, Екатерины II, А. С. Шишкова, Г. Р. Державина, К. Н. Батюшкова, А. И. Герцена, Ф. М. Достоевского, М. И. Глинки, А. Киркора, Ю. И. Крашевского, Л. Кондратовича.
Был одним из инициаторов создания Музея М. Н. Муравьёва в Вильне, открытого в 1901 году. Задача музея заключалась, по его мнению, не в том, чтобы прославлять Муравьёва, а в том, чтобы сохранить свидетельства исключительной для истории края эпохи 1863—1865 годов, что он и делал, по его словам, «в качестве ревностного археолога-любителя, спасающего всякую старину, не разбирая, к кому она относится, к Муравьеву, Костюшке, Стеньке Разину и т. п.». Узнав о его причастности к Музею М. Н. Муравьёва, Элиза Ожешко разорвала с ним отношения.
Военный музей при Виленском военном собрании долгое время состоял из его пожертвований. В 1922 году передал Симбирскому художественно-краеведческому музею огромную коллекцию (около 2 тысяч единиц хранения) живописи и графики русских и зарубежных художников (И. К. Айвазовский, К. П. Брюллов, С. К. Зарянко и другие). Благодаря Жиркевичу в музеях, архивах, библиотеках Литвы, Белоруссии, Польши, России сохранились ценные документы и историко-литературные реликвии, также виды и чертежи архитектурных памятников, необходимые для реставраторов.

## Книги
- А. Нивин (А. В. Жиркевич). Картинки детства. Поэма. Санкт-Петербург: Общественная польза, 1890.
- Друзьям. Стихотворения. Ч. 1, 2. Санкт-Петербург: Тип. М. Стасюлевича, 1899
- Рассказы. 1892—1899. СПб., 1900
- Ив. Ив. Орловский (Биографический очерк с приложениями — двумя портретами Орловского и его статьею). Вильна: Русский почин, 1909.
- Сонное царство великих начинаний (К столетнему юбилею дня рождения Ивана Петровича Корнилова). Вильна: Русский почин, 1911.
- Пасынки военной службы (Материалы к истории мест заключения военного ведомства в России). Вильна: Русский почин, 1912.
- Памяти Э. Б. Оржешко-Нагорской. Вильна: Тип. М. А. Дворжеца, 1912.
- Гауптвахты России должны быть немедленно же преобразованы на началах закона, дисциплины, науки, человеколюбия, Евангельских заветов, элементарной справедливости, блага Родины. Посвящается гг. членам Государственной думы. Вильна, 1913.
- Александр Жиркевич. Потревоженные тени... Симбирский дневник / Сост., предисл., прим. Н. Г. Жиркевич-Подлесских. — Москва: Этерна, 2007. — 644 с. — 1000 экз. — ISBN 978-5-480-00126-6.

## Архив в наши дни
С 1986 года над ним работает его внучка Наталья Григорьевна Жиркевич-Подлесских. На основе архивных данных ею были подготовлены несколько десятков публикаций, а также ряд книг. За книгу «Жиркевич А. В. Встречи с Толстым: Дневники. Письма» ей была присуждена Горьковская литературная премия за 2011 год.